# Donato Bramante

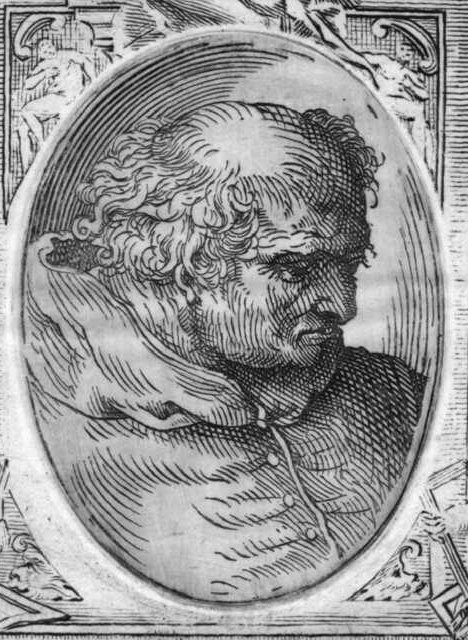
Donato Bramante

Donato Bramante (Fermignano (bij Urbino), 1444 – Rome, 11 april 1514) was een Italiaanse architect en kunstschilder, die tijdens de Italiaanse renaissance werkte in Florence en Rome. Zijn beroemdste ontwerp is een eerste bouwplan voor de Sint-Pietersbasiliek in Rome. Bramante wordt, samen met bijvoorbeeld Alberti en Michelangelo, gezien als een van de grootmeesters van de zuivere verhoudingen en de gulden snede tijdens de renaissance.

## Biografie
Bramante werd geboren in een dorp bij Urbino. Hij bestudeerde de schilderkunst bij Mantegna en Piero della Francesca, die vooral geïnteresseerd waren in het schilderen met perspectief. Rond 1474 verhuisde Bramante naar Milaan, waar hij een aantal gebouwen in klassieke stijl ontwierp. De hertog van Milaan, Ludovico Sforza, maakte hem tot hofarchitect. Bramante restaureerde onder andere het koor van de Santa Maria presso San Satiro en ontwierp de Santa Maria delle Grazie uit 1492. Toen hertog Sforza in 1499 werd verdreven door de Fransen, vertrok Bramante naar Rome. Daar ontving hij belangrijke opdrachten van kardinaal Della Rovere, oftewel Paus Julius II. Voor hem bouwde Bramante de perfect puntsymmetrische cirkelvormige Tempietto. Veel latere architecten gebruikten dit in die tijd unieke bouwwerk als inspiratie. 
In 1503 gaf Julius II Bramante de leiding over een veel groter project: de bouw van de nieuwe Sint-Pietersbasiliek. Hij ontwierp een kerk met de grondvorm van een Grieks kruis, een symbool dat in die tijd werd gezien als perfectie. Zijn plannen werden echter omgegooid na zijn dood, hoewel Michelangelo ze grotendeels in ere herstelde. Door de planning van de Sint-Pieter had Bramante weinig tijd of aandacht voor andere opdrachten. Toen hij in 1514 stierf was de bouw van de kerk nog maar amper begonnen.

## Werken
Architectuur:
- Santa Maria delle Grazie Milaan, 1492–1498
- Tempietto Rome, 1502
- Santa Maria della Pace Rome, 1504
- Chiostro del Bramante, Rome, 1500 - 1504
- Paleis van de Kanselarij, Rome, 1489 - 1513
- Sint-Pieterskerk Rome, 1503-1506

Schilderkunst:
- Christus vastgebonden aan de zuil Milaan, 1490-99